# 램 (자동차)

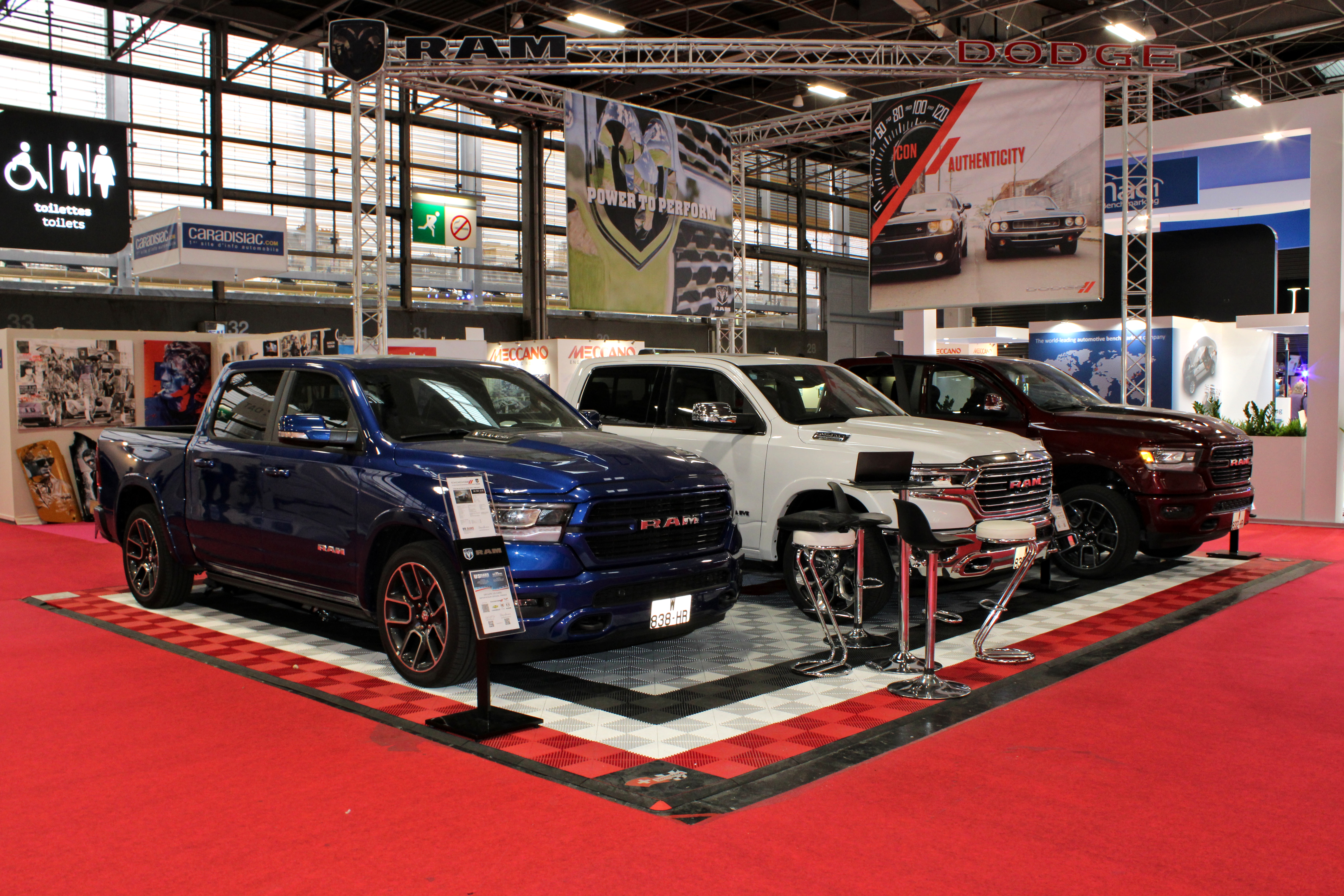

램 트럭스(Ram Trucks)는 미국의 트럭 제조사다. 닷지와 비슷한 형태의 로고를 사용하고 있으며, 계열은 스텔란티스이다.

## 생산 차량
- 1500
- 700
- 프로마스터
- 프로마스터 시티
- 램 램페이지

## 단종 차량
- 다코타
- 램 1000